# Чабан Созонт Степанович
Чабан Созонт Степанович (*19 вересня 1929 — †18 квітня 1990) — український журналіст, громадський діяч, державний службовець.

## Життєпис
Закінчив Одеську вищу партійну школу у 1962 за фахом «журналістика».
Основні місця роботи: головний редактор районної газети «Нове життя» м. Бережани, Тернопільська область, голова Тернопільського державного обласного телерадіокомітету, м. Тернопіль (1979—1990).
Народився в селянській сім'ї с. Лопушно, Лановецького р-ну, Тернопільської обл., закінчив середню школу в м. Збараж, відслужив в збройних силах, працював на партійній роботі, в журналістиці. Відрізнявся чіткою та принциповою життєвою позицією та високопрофесійною роботою з людьми. Неодноразово відмічався як прекрасний організатор та керівник.
Громадська та службова діяльність: член Союзу Журналістів СРСР, діяльність в партійних органах, становлення роботи державного обласного телерадіокомітету, неодноразово обирався депутатом районної та Тернопільської обласної ради народних депутатів.

## Нагороди
- Орден «Знак Пошани»
- Орден Дружби народів